# Leucophosphite
La leucophosphite est un minéral phosphaté de formule KFe+32(PO4)2(OH)·2H2O formé dans des dépôts de guano d'oiseaux ou de chauves-souris dans les grottes ou à partir de minéraux ferrifères antérieurs et phosphates riches en fer altérés par hydrothermalisme dans les pegmatites, les gisements de phosphate naturel et les nodules transversaux de fluorapatite. Elle est conséquemment très souvent un minéral organique et cristallise dans une structure monoclinique.
Son nom venant du grec ancien : λευκός [« blanc »] et de l'élément chimique phosphore lui a été attribué par Edward S. Simpson qui en fait la première description en 1932. Elle fait partie du groupe de la leucophosphite avec l'ammoniotinsleyite, la sphéniscidite et la tinsleyite et constitue l'analogue structurel Fe3+ de cette dernière.
Elle apparait comme une masse de craie dans sa localité type en Australie dans la serpentine de massif de Ninghanboun (ceb) près du lac Weelhamby, dans le comté de Perenjori en Australie-Occidentale,. Son environnement est un ancien dépôt de guano formant des veines dans la serpentinite où elle voisine la variscite, la « calcédoine », l'« opale » (Ninghanboun Hills, Australie) ; la strengite, la phosphosidérite (Libéria) ; la cyrilovite, la phosphosidérite, la lipcombite-Mn, la frondélite (mine Sapucaia, Brésil) ; la vivianite, la strengite-Al, la diadochite, la ferrostrunzite, la fluorapatite (Bethel Church, Indiana, États-Unis) ; la rockbridgéite, la triphylite (mine Tip Top, Dakota du Sud, États-Unis).
On trouve la leucophosphite dans près de 140 gisements dans le monde, sur tous les continents, même en Antarctique sur l'Île du Roi-George.

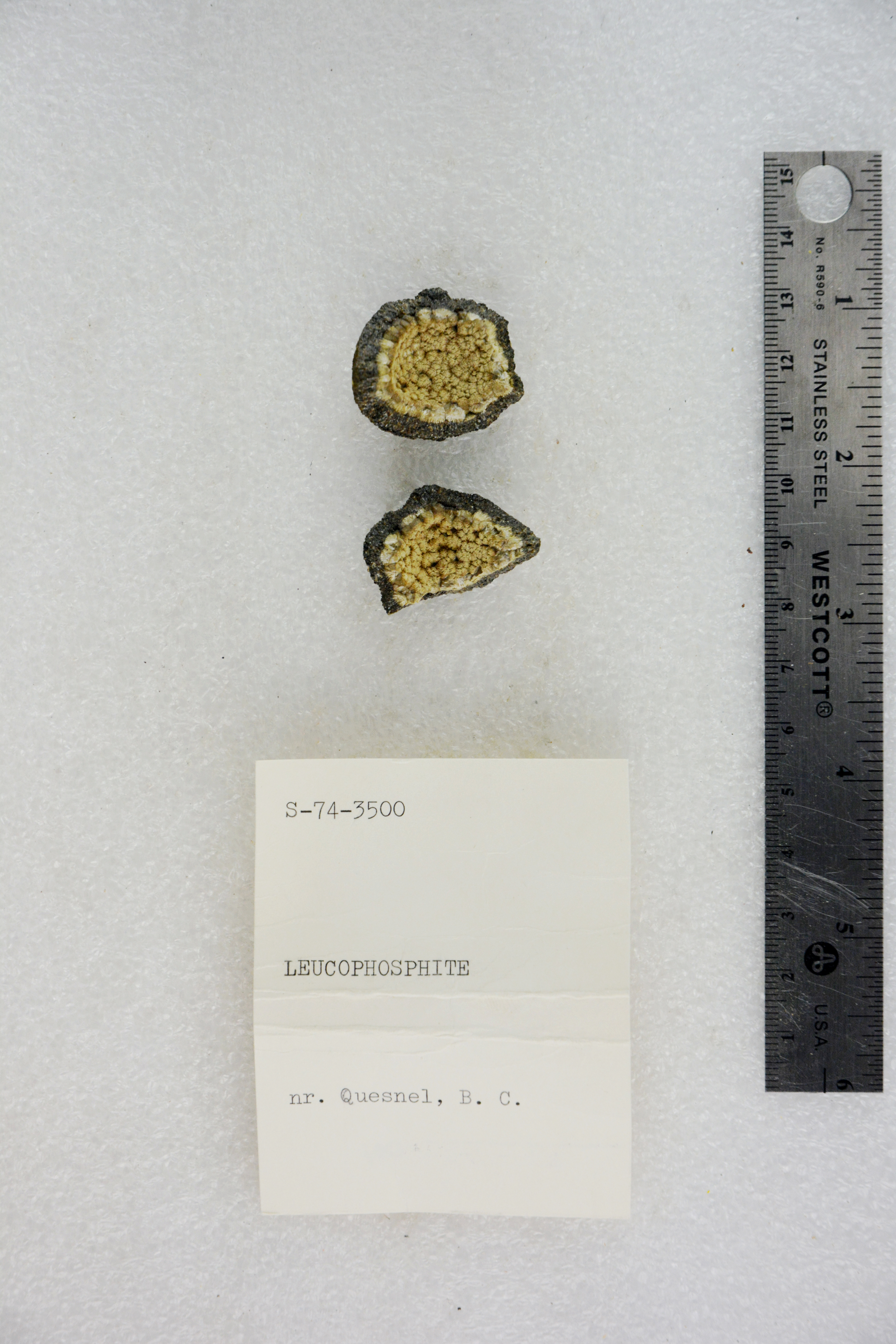
Leucophosphite provenant du Canada, près de Quesnel en Colombie-Britannique.